# شارون فيشمان
شارون فيشمان (بالإنجليزية: Sharon Fichman)‏ مواليد 3 ديسمبر 1990 في تورونتو، هي لاعبة كرة مضرب كندية بدأت مسيرتها كمحترفة سنة 2009 تلعب باليد اليمنى وتحتل حالياً المرتبة رقم. 371 (يناير 18, 2016) في تصنيف رابطة محترفات كرة المضرب. هي إحدى بطلات الجراند سلام. أعلى تصنيف لها في الفردي كان المركز الـ 77 في سنة 2014.

## النهائيات

### الزوجي: 3 (الألقاب 1, الوصافة 2)
| الحصيلة | الرقم | التاريخ         | الدورة                                  | الأرضية | الشريك         | المنافس                                   | النتيجة               |
| ------- | ----- | --------------- | --------------------------------------- | ------- | -------------- | ----------------------------------------- | --------------------- |
| الوصافة | 1.    | مايو 9, 2009    | البرتغال المفتوحة، البرتغال             | ترابية  | كاتالين ماروسي | راكيل كوبس جونز أبيغيل سبيرز              | 6–2, 3–6, [5–10]      |
| الوصافة | 2.    | فبراير 19, 2011 | بطولة كولومبيا المفتوحة للتنس، كولومبيا | ترابية  | لورا بوس تيو   | إيدينا جالوفيتس هول أنابيل ميدينا غاريغيس | 6–2, 6–7(6–8), [9–11] |
| الفوز   | 1.    | يناير 4, 2014   | أوكلاند المفتوحة للسيدات، نيوزيلندا     | صلبة    | ماريا سانشيز   | لوسي هراديكا ميكايلا كرايتشيك             | 2–6, 6–0, [10–4]      |

## الخط الزمني للفردي
مفتاح
| ف | ن | ن.ن | ر.ن | د# | د.م | ل | أ.أ | ت | غ | ب | ف | ذ | م.خ | ل.ت |

(ف) فاز بالبطولة (ن) وصل النهائي (ن.ن) نصف النهائي (ر.ن) ربع النهائي (د#) الأدوار الأربعة الأولى (د.م) دور المجموعات (ل) شارك في كأس ديفيز (أ.أ) خرج من الأدوار الاولى (ت) خسر التصفيات التأهيلية (غ) غاب عن الحدث أو البطولة (ب) حصل على ميدالية برونزية (ف) حصل على ميدالية فضية (ذ) حصل على ميدالية ذهبية (م.خ) بطولة الماسترز خُفضت إلى مرتبة أقل (ل.ت) البطولة لم تعقد في السنة المعينة.
لتجنب الارتباك وازدواجية الحساب، يتم تحديث هذه المعلومات إما في نهاية البطولة، أو عندما تكون مشاركة اللاعب في البطولة قد انتهت.
| دورات الجراند سلام |     |     |     |     |     |     |     |     |       |     |    |
| أستراليا المفتوحة  | غ   | ت2  | غ   | غ   | ت1  | ت1  | ت1  | غ   | 0 / 0 | 0–0 | –  |
| فرنسا المفتوحة     | غ   | غ   | غ   | ت1  | ت2  | د1  | غ   |     | 0 / 1 | 0–1 | 0% |
| بطولة ويمبلدون     | ت1  | غ   | غ   | ت1  | ت1  | د1  | غ   |     | 0 / 1 | 0–1 | 0% |
| أمريكا المفتوحة    | ت2  | ت3  | ت2  | ت2  | د1  | د1  | غ   |     | 0 / 2 | 0–2 | 0% |
| فوز-خسارة          | 0–0 | 0–0 | 0–0 | 0–0 | 0–1 | 0–3 | 0–0 | 0–0 | 0 / 4 | 0–4 | 0% |

## الخط الزمني للزوجي
مفتاح
| ف | ن | ن.ن | ر.ن | د# | د.م | ل | أ.أ | ت | غ | ب | ف | ذ | م.خ | ل.ت |

(ف) فاز بالبطولة (ن) وصل النهائي (ن.ن) نصف النهائي (ر.ن) ربع النهائي (د#) الأدوار الأربعة الأولى (د.م) دور المجموعات (ل) شارك في كأس ديفيز (أ.أ) خرج من الأدوار الاولى (ت) خسر التصفيات التأهيلية (غ) غاب عن الحدث أو البطولة (ب) حصل على ميدالية برونزية (ف) حصل على ميدالية فضية (ذ) حصل على ميدالية ذهبية (م.خ) بطولة الماسترز خُفضت إلى مرتبة أقل (ل.ت) البطولة لم تعقد في السنة المعينة.
لتجنب الارتباك وازدواجية الحساب، يتم تحديث هذه المعلومات إما في نهاية البطولة، أو عندما تكون مشاركة اللاعب في البطولة قد انتهت.
| دورات الجراند سلام |     |     |     |     |     |     |     |       |     |      |
| أستراليا المفتوحة  | د1  | غ   | غ   | غ   | د1  | غ   | غ   | 0 / 2 | 0–2 | 0%   |
| فرنسا المفتوحة     | غ   | غ   | غ   | غ   | د2  | غ   |     | 0 / 1 | 1–0 | 100% |
| بطولة ويمبلدون     | غ   | غ   | ت2  | ت1  | د1  | غ   |     | 0 / 1 | 0–1 | 0%   |
| أمريكا المفتوحة    | غ   | غ   | غ   | د2  | د1  | غ   |     | 0 / 2 | 1–2 | 33%  |
| فوز-خسارة          | 0–1 | 0–0 | 0–0 | 1–1 | 1–3 | 0–0 | 0–0 | 0 / 6 | 2–5 | 29%  |

## روابط خارجية
- شارون فيشمان على موقع رابطة محترفات التنس (الإنجليزية)
- شارون فيشمان على موقع الاتحاد الدولي لكرة المضرب (الإنجليزية)
- شارون فيشمان على موقع كأس بيلي جين كينغ (الإنجليزية)
- شارون فيشمان على موقع بطولة ويمبلدون (الإنجليزية)
- شارون فيشمان على موقع خلاصة التنس.كوم (الإنجليزية)
- شارون فيشمان على موقع إي إس بي إن.كوم (الإنجليزية)
- شارون فيشمان على موقع اللجنة الأولمبية الدولية (الإنجليزية)
- شارون فيشمان على موقع أوليمبيديا (الإنجليزية)
- شارون فيشمان على موقع اللجنة الأولمبية الكندية (الإنجليزية)